# Léopold Dardy
Pour les articles homonymes, voir Dardy.
Jean-Guillaume-Léopold, dit Léopold Dardy, né le 16 novembre 1826 à Aiguillon (Lot-et-Garonne), mort le  18 décembre 1901 à Durance (Lot-et-Garonne), est un prêtre et folkloriste français, dont le travail s'est concentré sur la région de l'Albret.

## Biographie
Ordonné prêtre le 22 décembre 1849, il est vicaire à Nérac jusqu'au 22 décembre 1858. Puis il est nommé quelque temps à Unet (une paroisse de Tonneins), et enfin il est curé de Durance jusqu'à sa retraite en 1901, et il meurt la même année.
Il a consacré beaucoup de son temps et de ses moyens à sa paroisse et à la restauration de l'ancien prieuré, ou grange, de Durance. Il a mené un combat pour empêcher la démolition de l'ancienne porte fortifiée de Durance. Mais il reste surtout connu pour son important travail de collecte de contes, proverbes, prières populaires, réunis dans l'Anthologie populaire de l'Albret, sud-ouest de l'Agenais ou Gascogne landaise. À cette anthologie devaient s'ajouter un Lexique gascon (dialecte de l'Albret) avec la synonymie agenaise, et une Littérature comparée : Fables et traditions populaires de l'Albret en vers gascons avec traduction française. Ces volumes ne parurent jamais. Dardy avait prévu d'inclure la légende d'Henri IV et du charbonnier de Capchicot, en un poème de quatre chants.
L'abbé Dardy a recueilli beaucoup de prières et de chants religieux, et a réduit sa collecte de devinettes à celles qui ne bravaient pas l'honnêteté. Mais son travail s'inscrit dans l'ensemble des collectages réalisés en Gascogne par Jean-François Bladé pour la Lomagne, l'Agenais, une partie de l'Armagnac, par Cénac-Moncaut pour l'Astarac, Félix Arnaudin pour la Grande-Lande, Antonin Perbosc pour la Lomagne tarn-et-garonnaise, et bien d'autres dans les Pyrénées.
Une réédition bilingue de l'Anthologie populaire de l'Albret a été publiée en 1984 par Andriu de Gavaudan, pour l'Institut d'Èstudis occitans. Cet ouvrage avait obtenu en 1895, la médaille d'or du concours de linguistique gasconne de l'Académie des Sciences de Bordeaux, sur proposition de l'abbé Arnaud Ferrand.

## Œuvres
- La légende du jeune Henri de Navarre dans une bastide d'Albret en 1572, par un ancien de la bastide, Agen, J., Michel et Médan ; Paris, imp. Jouaust, 1876.
- Saint François d'Assise, providence du Moyen Âge par l'amour, Paris, E. Plon ; Agen, J. Michel et Médan, 1876
- L'Église d'Agen devant la persécution et l'hérésie au IVe siècle, Nérac, imp. Dutilh, 1881
- La légende du sud-ouest de l'Agenais sous les derniers mérovingiens et Charlemagne, Paris, J. Gervais ; Nérac, ilp. J. Dutilh, 1881
- Le Prieuré de la Grange ou le toit d'adoption, Prieuré de la Grange, Paris, imp. Jouaust, 1883
- Les martyrs d'Agen au IVe siècle, drame en trois actes, Agen, J. Michel et Médan, Prieuré de la Grange, 1884
- Anthologie populaire de l'Albret : sud-ouest de l'Agenais ou Gascogne landaise, Agen, J. Michel et Médan, 1891, 396 p. (lire en ligne)